# Interface Description Language
L'Interface Description Language è l'astrazione usata in CORBA per separare le interfacce degli oggetti dalle loro implementazioni.
Utilizzato per descrivere le interfacce degli oggetti e i tipi dei parametri, non è un linguaggio di programmazione (non serve per implementare gli oggetti o per realizzare client che accedano agli oggetti).
È volutamente semplice per essere facilmente mappabile a linguaggi di programmazione poco evoluti.